# Caroline Flack
Caroline Louise Flack, född 9 november 1979 i London Borough of Enfield, död 15 februari 2020 i Stoke Newington i London Borough of Hackney, var en brittisk TV-presentatör vars karriär började i sketchshowen Bo' Selecta! 2002. Hon var därefter programledare i flera brittiska TV-program. År 2014 vann hon den brittiska upplagan av Strictly Come Dancing. Hon var även programledare för Love Island.
Caroline Flack påträffades död i sin bostad den 15 februari 2020. Hon hade begått självmord.